# Ivan Kukuljević-Sakcinski

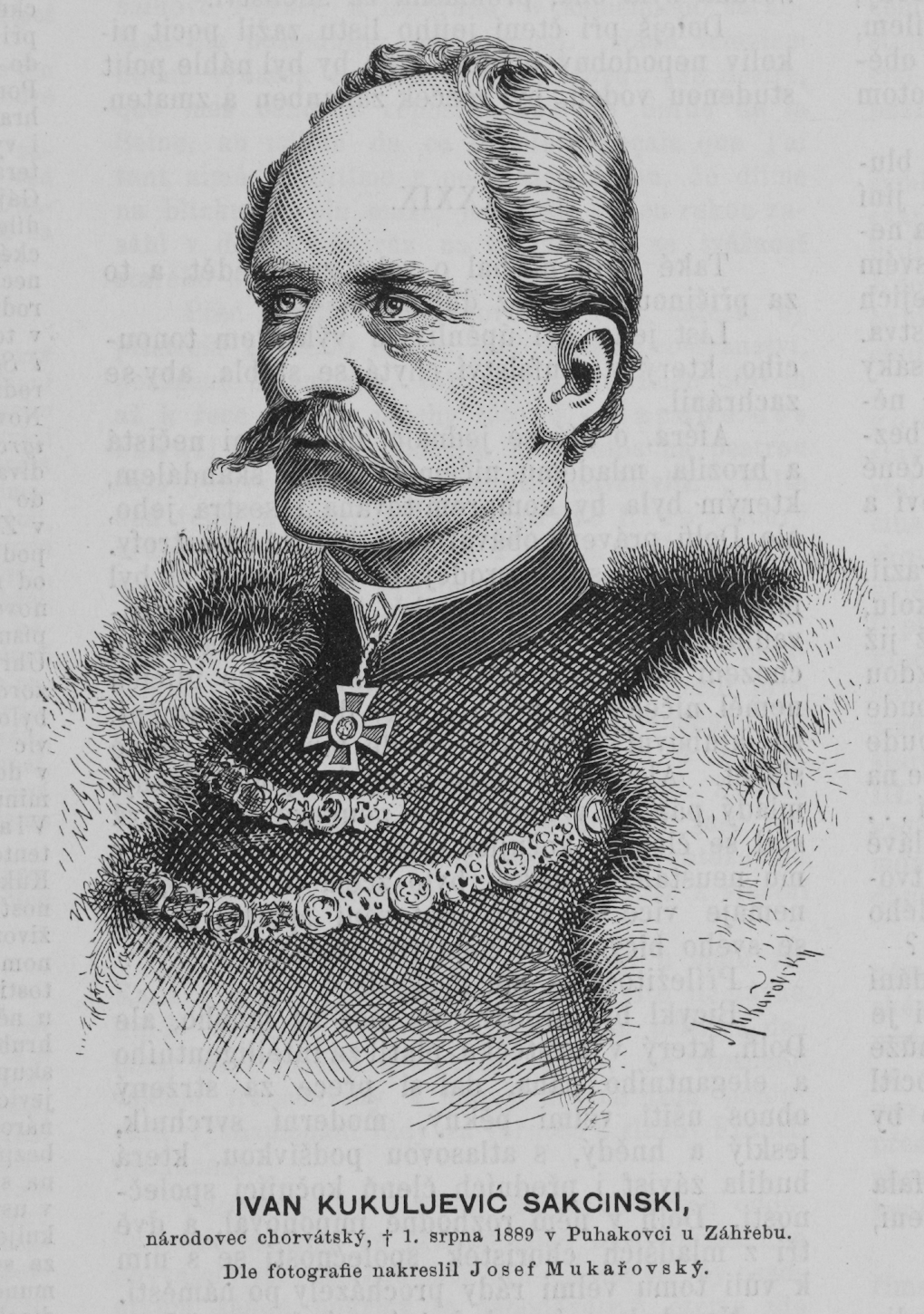
Ivan Kukuljević Sakcinski (1889)

Ivan Kukuljević-Sakcinski (* 29. Mai 1816 in Varaždin (Warasdin), Kroatien; † 1. August 1889 in Puhakovec) war ein kroatischer Geschichtsforscher und Rechtsgelehrter, widmete sich zuerst der Dichtkunst, beteiligte sich eifrig an der politischen Bewegung von 1848, wurde 1861 Obergespan des Komitats Agram und 1875 Präsident des Landesschulrats.
Er war Präsident der Südslawischen Historischen Gesellschaft, deren Arkiv (1850–75, 12 Bände) er herausgab, und hat sich durch seine Forschungen über die Geschichte und Altertumskunde, seine energische Vertretung der kroatischen Nationalität auf den kroatischen Landtagen und seine Bemühungen für eine Umgestaltung des Rechtswesens auf nationaler Grundlage bekannt gemacht.

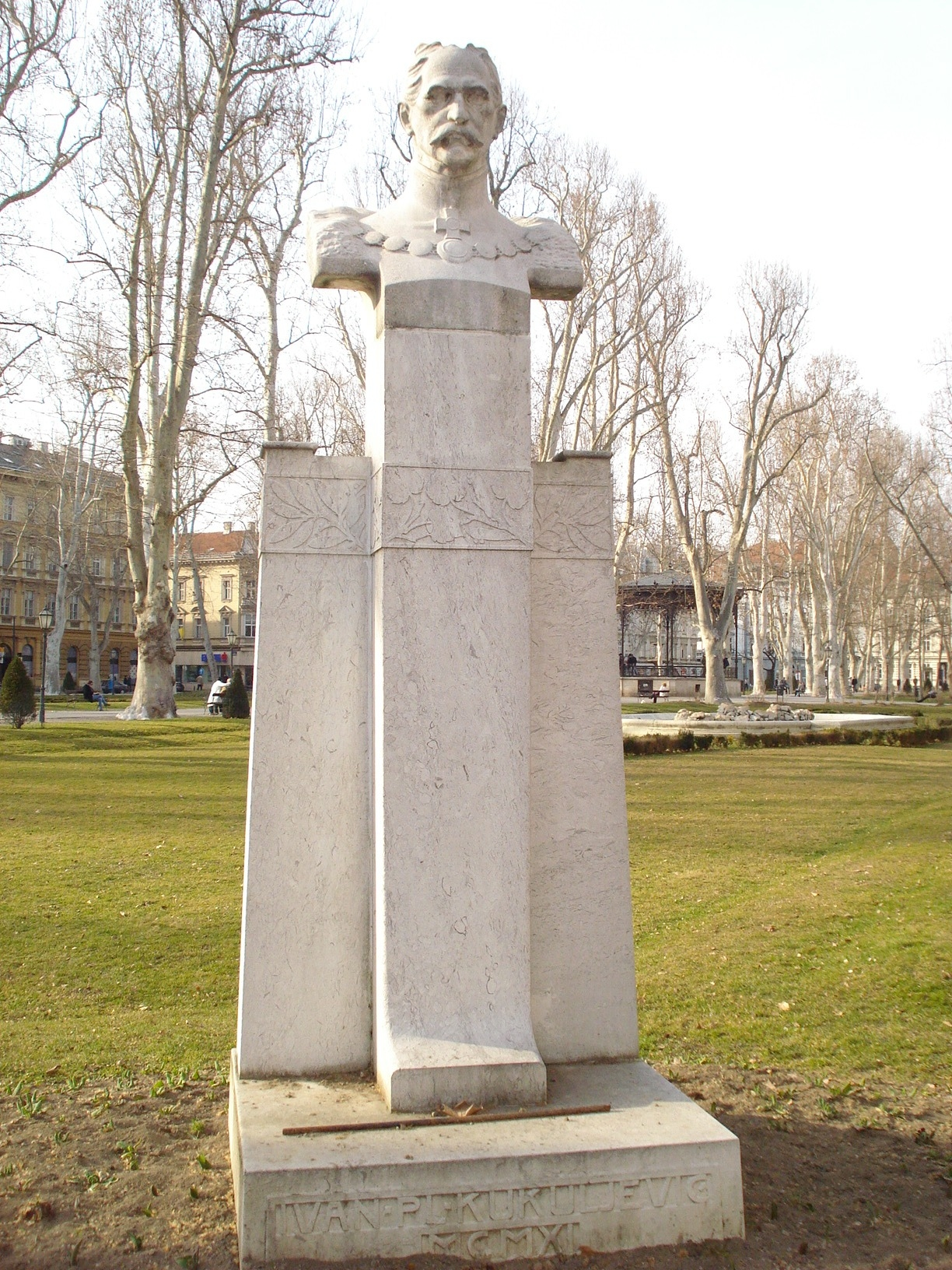
Büste von Ivan Kukuljević Sakcinski in Zagreb

Von seinen Werken sind vor allem zu nennen seine Jura regni Croatiae, Dalmatiae et Slavoniae (Agram 1861–62, 3 Bände) und die Monumenta historica Slavorum meridionalium (ebenda 1868–75, 3 Bände). Außerdem veranstaltete er Ausgaben alter dalmatischer Schriftsteller, veröffentlichte eine kroatische Bibliographie (1863), ein südslawisches Künstlerlexikon (1869) u. a. Seine Gedichte, Dramen und Erzählungen erschienen gesammelt unter dem Titel Različita djela („Vermischte Schriften“, Agram 1842–47, 4 Bände).
1856 wurde er als korrespondierendes Mitglied in die Russische Akademie der Wissenschaften in Sankt Petersburg aufgenommen.